# Dobroviš
Dobroviš (cyr. Добровиш) – wieś w Serbii, w okręgu jablanickim, w gminie Vlasotince. W 2011 roku liczyła 72 mieszkańców.